# Samuel Kanyon Doe
Samuel Kanyon Doe (Tuzon, 6 de maio de 1951 – Monróvia, 9 de setembro de 1990) foi presidente de Libéria de 1986 até 1990 e ditador militar de 1980 a 1986 antes de tomar posse como presidente. Seu regime se caracterizou por ser uma ditadura baseada na etnicidade e por reprimir a oposição política.
Doe, da etnia Krahn, uma tribo rural da Libéria continental, recebeu treinamento das Forças Especiais do Exército dos Estados Unidos. Os Krahn eram de antepassados puramente africanos, como a maioria da população da Libéria. Esta maioria havia sofrido uma larga repressão pela elite americo-liberiana, que descendia dos escravos ianques que fundaram a Libéria em 1847.

## Golpe de Estado de 1980

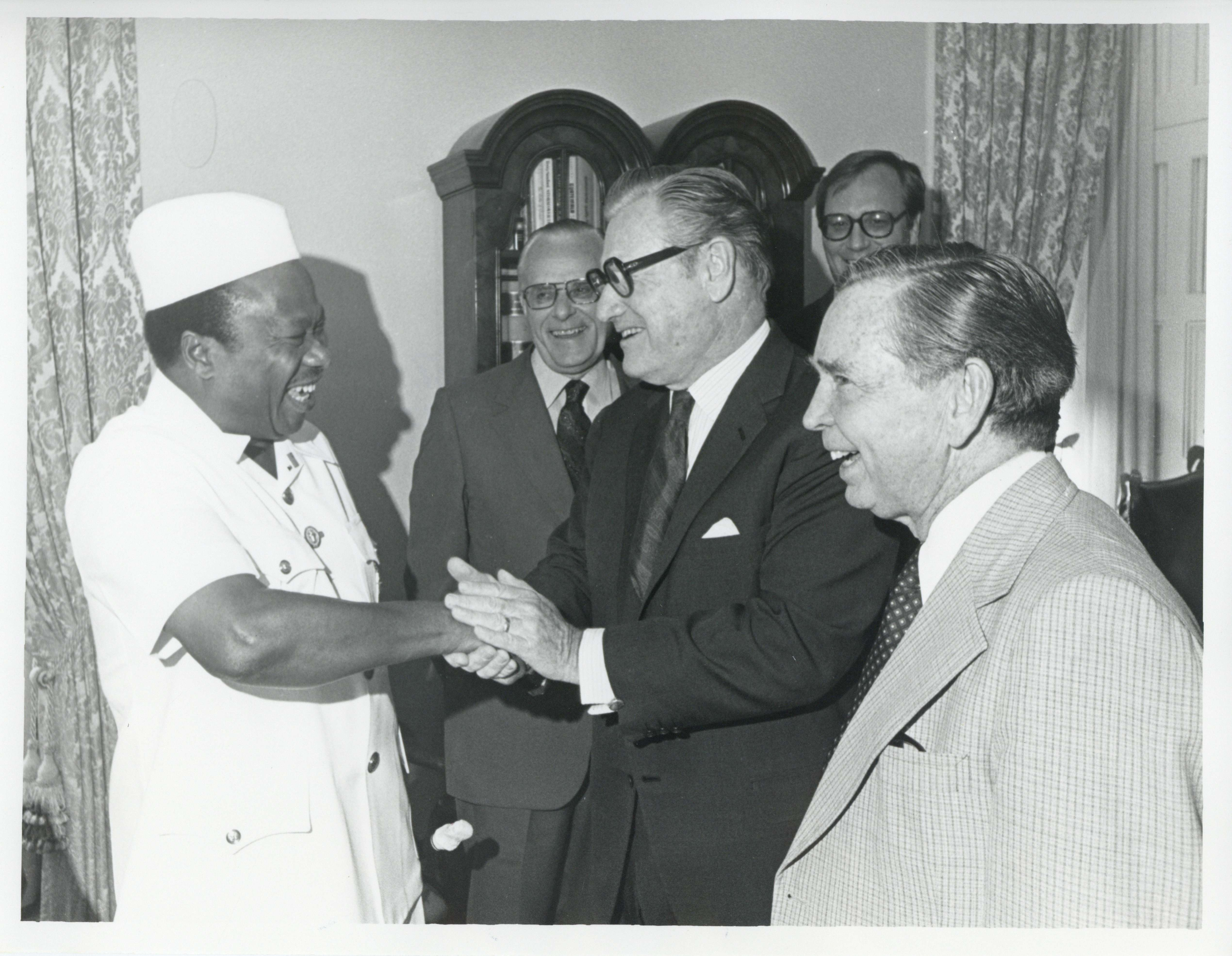
Tolbert foi assassinado de forma selvagem no golpe

Em 12 de abril de 1980, Doe levou a cabo um golpe de Estado que acabou com a morte de William R. Tolbert, Jr., após o qual proclamou o Conselho de Redenção Popular, onde foi líder. Seria a primeira vez que a Libéria era governada por descendentes de nativos africanos e alguns dias depois do golpe foram executados muitos membros do governo Tolbert.
Em agosto de 1981 Thomas Weh Syene, a quem Doe julgava como pró-americano, foi preso junto com outros quatro membros do Conselho de Redenção Popular por supostamente planejarem uma conspiração para assassiná-lo, os supostos conspiradores foram executados pouco depois.
Durante seus primeiros anos no cargo, Doe rapidamente desenvolveu uma afinidade com o governo dos Estados Unidos, especialmente durante a administração de Ronald Reagan (que se referia a Doe como "presidente Doe"). Apoiou abertamente a política externa estadunidense na Guerra Fria durante o final de 1980 (até mesmo cortando relações diplomáticas com a União Soviética) e inclusive desafiava para uma luta os diplomatas que criticavam os Estados Unidos na sua presença.

## Presidência

Doe e Ronald Reagan em 1984

Doe conseguiu sucesso na adoção de uma nova Constituição pelo referendo em 1984 e participou da eleição presidencial de 15 de outubro de 1985, recebendo 51% dos votos. As eleições foram manipuladas, as cédulas de voto foram levadas para um lugar secreto, onde 50 homens de Doe as contaram e antes da eleição mataram mais de 50 dos seus adversários. Acredita-se também que Doe alterou sua data de nascimento para 1951-1950 para atender às exigências da nova Constituição, que exigia que o presidente deveria ser de pelo menos 35 anos. Thomas Quiwonkpa, que liderou o golpe de 1980 com Doe tentou tomar o poder em 12 de novembro. A tentativa fracassou depois de combates em Monróvia e Quiwonkpa morreu. Doe foi finalmente empossado em 6 de janeiro de 1986.
Sob Doe, os portos da Libéria foram abertos aos navios americanos, canadenses e europeus, o que resultou em um investimento considerável por parte das empresas de navegação estrangeiras, que consideravam a Libéria um paraíso fiscal.
No final de 1980, quando a ameaça do comunismo desapareceu e a austeridade financeira chegou aos Estados Unidos, estes se desencantaram com a corrupção do governo Doe e retiraram grandes somas de ajuda externa. Isto, combinado com o descontentamento popular gerado pelo favoritismo de Doe para sua tribo, os Krahn, o deixou em uma situação precária.

## Assassinato
Charles Taylor, ex-aliado de Doe, entrou na Libéria a partir da Costa do Marfim em 24 de dezembro de 1989 para iniciar uma guerra de guerrilha contra ele. Taylor tinha escapado de uma prisão nos Estados Unidos onde ingressou após Doe acusá-lo de desfalque. Em meados de 1990, a maior parte da Libéria estava controlada por facções rebeldes. Doe foi capturado em Monróvia por Prince Johnson em 9 de setembro de 1990 e foi torturado antes de morrer. A tortura foi filmada e mostrada em noticiários em todo o mundo. O vídeo mostra Johnson a beber uma Budweiser enquanto corta a orelha de Doe.